# Großer Preis von Österreich 1987
Der Große Preis von Österreich 1987 (offiziell XXV Großer Preis von Österreich) fand am 16. August auf dem Österreichring in der Nähe von Zeltweg statt und war das zehnte Rennen der Formel-1-Weltmeisterschaft 1987.

## Berichte

### Hintergrund
Dasselbe Teilnehmerfeld, das am Wochenende zuvor den Großen Preis von Ungarn bestritten hatte, trat auch in Österreich an.

### Training
Nelson Piquet qualifizierte sich für die Pole-Position vor seinem Teamkollegen Nigel Mansell sowie Gerhard Berger und Thierry Boutsen. Dessen Teamkollege Teo Fabi teilte sich die dritte Startreihe mit Michele Alboreto im zweiten Ferrari.
Sämtliche Piloten erzielten ihre jeweiligen Bestzeiten während des ersten Qualifikationstrainings am Freitag. Bei feuchten Streckenbedingungen am Samstag waren keine Zeitverbesserungen zu erzielen.
Stefan Johansson verunglückte schwer, nachdem die Aufhängung seines McLaren MP4/3 im Zuge einer Kollision mit einem Reh beschädigt worden war. Mit leichten Verletzungen kam er davon.

### Rennen
Kurz nach dem Start verlor Martin Brundle die Kontrolle über seinen Wagen. Er schlug in die Streckenbegrenzung ein, von wo aus das Fahrzeug auf die Strecke zurückgeschleudert wurde. Bei abrupten Ausweichmanövern kollidierten mehrere Kontrahenten, woraufhin das Rennen abgebrochen wurde.
Beim zweiten Startversuch kam es erneut zu Unfällen, die dadurch ausgelöst wurden, dass sowohl Mansell als auch Berger sehr schlecht starteten, die nachfolgenden Piloten auf das Duo aufliefen und teilweise kollidierten. Erneut folgte ein Rennabbruch, da die Strecke blockiert war.
Obwohl sehr viele Piloten in die Kollisionen verwickelt waren, konnten bis auf Philippe Streiff alle Fahrer auch am dritten Startversuch teilnehmen. Einige von ihnen starteten allerdings in Ersatzfahrzeugen aus der Boxengasse. Alex Caffi blieb aufgrund von Motorproblemen stehen.
Diesmal kam Senna vergleichsweise schlecht von seinem Startplatz weg, eine erneute Kollision blieb jedoch aus. Piquet ging vor Boutsen, Berger, Mansell und Fabi in Führung. Als Boutsen und Berger aufgrund von technischen Problemen nach wenigen Runden ausschieden, ergab sich eine Doppelführung für das Team Williams. Fabi folgte auf dem dritten Rang.
Im Zuge von Überrundungsmanövern gelangte Mansell in Runde 21 an seinem Teamkollegen vorbei an die Spitze. Er verschaffte sich rasch einen Vorsprung, sodass er die Führung auch während seines Boxenstopps und schließlich bis ins Ziel verteidigen konnte. Im Duell um den vierten Rang hinter Fabi kollidierten Senna und Alboreto, woraufhin Senna an der Box einen neuen Frontflügel montieren lassen musste. Er fiel dadurch kurzzeitig auf den neunten Rang zurück, gelangte jedoch bis zum Ende des Rennens wieder bis auf den fünften Rang nach vorn und erreichte in dieser Position hinter Boutsen und vor Prost das Ziel. Nach dem Rennen wurde der vier Runden zurückliegende Brundle disqualifiziert, da das von ihm beim Neustart eingesetzte T-Car nicht dem Reglement entsprach.
Da die Sicherheit der Strecke als nicht mehr zeitgemäß angesehen wurde, fand fortan kein Formel-1-Rennen mehr auf dem Hochgeschwindigkeitskurs statt. Erst zehn Jahre später, nachdem deutliche Umbaumaßnahmen durchgeführt worden waren, die insbesondere die schnellen Kurven betrafen, wurde dort wieder ein Grand Prix ausgetragen.

## Meldeliste
| Team                           | Nr. | Fahrer             | Chassis        | Motor                         | Reifen |
| ------------------------------ | --- | ------------------ | -------------- | ----------------------------- | ------ |
| Marlboro McLaren International | 01  | Alain Prost        | McLaren MP4/3  | TAG/Porsche TTE PO1 1.5 V6t   | G      |
| Marlboro McLaren International | 02  | Stefan Johansson   | McLaren MP4/3  | TAG/Porsche TTE PO1 1.5 V6t   | G      |
| Data General Team Tyrrell      | 03  | Jonathan Palmer    | Tyrrell DG016  | Ford Cosworth DFZ 3.5 V8      | G      |
| Data General Team Tyrrell      | 04  | Philippe Streiff   | Tyrrell DG016  | Ford Cosworth DFZ 3.5 V8      | G      |
| Canon Williams Honda Team      | 05  | Nigel Mansell      | Williams FW11B | Honda RA167E 1.5 V6t          | G      |
| Canon Williams Honda Team      | 06  | Nelson Piquet      | Williams FW11B | Honda RA167E 1.5 V6t          | G      |
| Motor Racing Developments      | 07  | Riccardo Patrese   | Brabham BT56   | BMW M12/13 1.5 L4t            | G      |
| Motor Racing Developments      | 08  | Andrea de Cesaris  | Brabham BT56   | BMW M12/13 1.5 L4t            | G      |
| West Zakspeed Racing           | 09  | Martin Brundle     | Zakspeed 871   | Zakspeed 1500/4 1.5 L4t       | G      |
| West Zakspeed Racing           | 10  | Christian Danner   | Zakspeed 871   | Zakspeed 1500/4 1.5 L4t       | G      |
| Camel Team Lotus Honda         | 11  | Satoru Nakajima    | Lotus 99T      | Honda RA166E 1.5 V6t          | G      |
| Camel Team Lotus Honda         | 12  | Ayrton Senna       | Lotus 99T      | Honda RA166E 1.5 V6t          | G      |
| Team El Charro AGS             | 14  | Pascal Fabre       | AGS JH22       | Ford Cosworth DFZ 3.5 V8      | G      |
| Leyton House March Racing Team | 16  | Ivan Capelli       | March 871      | Ford Cosworth DFZ 3.5 V8      | G      |
| USF&G Arrows Megatron          | 17  | Derek Warwick      | Arrows A10     | Megatron M12/13 1.5 L4t       | G      |
| USF&G Arrows Megatron          | 18  | Eddie Cheever      | Arrows A10     | Megatron M12/13 1.5 L4t       | G      |
| Benetton Formula Ltd           | 19  | Teo Fabi           | Benetton B187  | Ford Cosworth GBA 1.5 V6 t    | G      |
| Benetton Formula Ltd           | 20  | Thierry Boutsen    | Benetton B187  | Ford Cosworth GBA 1.5 V6 t    | G      |
| Osella Squadra Corse           | 21  | Alex Caffi         | Osella FA1I    | Alfa Romeo 890T 1.5 V8t       | G      |
| Minardi F1 Team                | 23  | Adrián Campos      | Minardi M187   | Motori Moderni 615-90 1.5 V6t | G      |
| Minardi F1 Team                | 24  | Alessandro Nannini | Minardi M187   | Motori Moderni 615-90 1.5 V6t | G      |
| Ligier Loto                    | 25  | René Arnoux        | Ligier JS29C   | Megatron M12/13 1.5 L4t       | G      |
| Ligier Loto                    | 26  | Piercarlo Ghinzani | Ligier JS29C   | Megatron M12/13 1.5 L4t       | G      |
| Scuderia Ferrari SpA SEFAC     | 27  | Michele Alboreto   | Ferrari F1/87  | Ferrari 033D 1.5 V6t          | G      |
| Scuderia Ferrari SpA SEFAC     | 28  | Gerhard Berger     | Ferrari F1/87  | Ferrari 033D 1.5 V6t          | G      |
| Larrousse Calmels              | 30  | Philippe Alliot    | Lola LC87      | Ford Cosworth DFZ 3.5 V8      | G      |

## Klassifikationen

### Qualifying
| Pos. | Fahrer             | Konstrukteur           | 1. Qualifikationstraining | 1. Qualifikationstraining | 2. Qualifikationstraining | 2. Qualifikationstraining | Start |
| Pos. | Fahrer             | Konstrukteur           | Zeit                      | Ø-Geschwindigkeit         | Zeit                      | Ø-Geschwindigkeit         | Start |
| ---- | ------------------ | ---------------------- | ------------------------- | ------------------------- | ------------------------- | ------------------------- | ----- |
| 01   | Nelson Piquet      | Williams-Honda         | 1:23,357                  | 256,622 km/h              | 1:49,991                  | 194,481 km/h              | 01    |
| 02   | Nigel Mansell      | Williams-Honda         | 1:23,459                  | 256,308 km/h              | 1:33,779                  | 228,102 km/h              | 02    |
| 03   | Gerhard Berger     | Ferrari                | 1:24,213                  | 254,013 km/h              | 1:38,388                  | 217,417 km/h              | 03    |
| 04   | Thierry Boutsen    | Benetton-Ford          | 1:24,348                  | 253,606 km/h              | 1:48,124                  | 197,840 km/h              | 04    |
| 05   | Teo Fabi           | Benetton-Ford          | 1:25,054                  | 251,501 km/h              | keine Zeit                | –                         | 05    |
| 06   | Michele Alboreto   | Ferrari                | 1:25,077                  | 251,433 km/h              | 1:45,518                  | 202,726 km/h              | 06    |
| 07   | Ayrton Senna       | Lotus-Honda            | 1:25,492                  | 250,213 km/h              | 1:39,647                  | 214,670 km/h              | 07    |
| 08   | Riccardo Patrese   | Brabham-BMW            | 1:25,766                  | 249,414 km/h              | 1:53,119                  | 189,104 km/h              | 08    |
| 09   | Alain Prost        | McLaren-TAG-Porsche    | 1:26,170                  | 248,244 km/h              | 1:43,132                  | 207,416 km/h              | 09    |
| 10   | Andrea de Cesaris  | Brabham-BMW            | 1:27,672                  | 243,991 km/h              | keine Zeit                | –                         | 10    |
| 11   | Derek Warwick      | Arrows-Megatron        | 1:27,762                  | 243,741 km/h              | keine Zeit                | –                         | 11    |
| 12   | Eddie Cheever      | Arrows-Megatron        | 1:28,370                  | 242,064 km/h              | 1:37,908                  | 218,483 km/h              | 12    |
| 13   | Satoru Nakajima    | Lotus-Honda            | 1:28,786                  | 240,930 km/h              | 1:43,002                  | 207,678 km/h              | 13    |
| 14   | Stefan Johansson   | McLaren-TAG-Porsche    | 1:29,003                  | 240,342 km/h              | 1:41,711                  | 210,314 km/h              | 14    |
| 15   | Alessandro Nannini | Minardi-Motori Moderni | 1:29,435                  | 239,182 km/h              | 1:49,566                  | 195,236 km/h              | 15    |
| 16   | René Arnoux        | Ligier-Megatron        | 1:29,733                  | 238,387 km/h              | keine Zeit                | –                         | 16    |
| 17   | Martin Brundle     | Zakspeed               | 1:29,893                  | 237,963 km/h              | 1:42,383                  | 208,933 km/h              | 17    |
| 18   | Piercarlo Ghinzani | Ligier-Megatron        | 1:30,682                  | 235,892 km/h              | keine Zeit                | –                         | 18    |
| 19   | Adrián Campos      | Minardi-Motori Moderni | 1:30,797                  | 235,594 km/h              | 1:47,128                  | 199,679 km/h              | 19    |
| 20   | Christian Danner   | Zakspeed               | 1:31,015                  | 235,029 km/h              | 1:48,880                  | 196,466 km/h              | 20    |
| 21   | Alex Caffi         | Osella-Alfa Romeo      | 1:32,313                  | 231,725 km/h              | 1:50,273                  | 193,984 km/h              | 21    |
| 22   | Philippe Alliot    | Lola-Ford              | 1:33,741                  | 228,195 km/h              | 1:48,595                  | 196,981 km/h              | 22    |
| 23   | Ivan Capelli       | March-Ford             | 1:34,199                  | 227,085 km/h              | 1:54,807                  | 186,323 km/h              | 23    |
| 24   | Jonathan Palmer    | Tyrrell-Ford           | 1:34,619                  | 226,077 km/h              | 1:49,308                  | 195,697 km/h              | 24    |
| 25   | Philippe Streiff   | Tyrrell-Ford           | 1:35,338                  | 224,372 km/h              | 1:51,624                  | 191,636 km/h              | 25    |
| 26   | Pascal Fabre       | AGS-Ford               | 1:40,633                  | 212,566 km/h              | 1:57,236                  | 182,463 km/h              | 26    |

### Rennen
| Pos. | Fahrer             | Konstrukteur           | Runden | Stopps | Zeit        | Start | Schnellste Runde |
| ---- | ------------------ | ---------------------- | ------ | ------ | ----------- | ----- | ---------------- |
| 01   | Nigel Mansell      | Williams-Honda         | 52     | 1      | 1:18:44,898 | 02    | 1:28,318         |
| 02   | Nelson Piquet      | Williams-Honda         | 52     | 1      | + 55,704    | 01    | 1:28,358         |
| 03   | Teo Fabi           | Benetton-Ford          | 51     | 2      | + 1 Runde   | 05    | 1:29,559         |
| 04   | Thierry Boutsen    | Benetton-Ford          | 51     | 1      | + 1 Runde   | 04    | 1:29,111         |
| 05   | Ayrton Senna       | Lotus-Honda            | 50     | 0      | + 2 Runden  | 07    | 1:28,559         |
| 06   | Alain Prost        | McLaren-TAG-Porsche    | 50     | 0      | + 2 Runden  | 09    | 1:29,291         |
| 07   | Stefan Johansson   | McLaren-TAG-Porsche    | 50     | 0      | + 2 Runden  | 14    | 1:29,238         |
| 08   | Piercarlo Ghinzani | Ligier-Megatron        | 50     | 0      | + 2 Runden  | 18    | 1:34,372         |
| 09   | Christian Danner   | Zakspeed               | 49     | 0      | + 3 Runden  | 20    | 1:32,817         |
| 10   | René Arnoux        | Ligier-Megatron        | 49     | 0      | + 3 Runden  | 16    | 1:34,785         |
| 11   | Ivan Capelli       | March-Ford             | 49     | 0      | + 3 Runden  | 23    | 1:35,616         |
| 12   | Philippe Alliot    | Lola-Ford              | 49     | 0      | + 3 Runden  | 22    | 1:36,027         |
| 13   | Satoru Nakajima    | Lotus-Honda            | 49     | 0      | + 3 Runden  | 13    | 1:31,685         |
| 14   | Jonathan Palmer    | Tyrrell-Ford           | 47     | 0      | + 5 Runden  | 24    | 1:38,245         |
| –    | Pascal Fabre       | AGS-Ford               | 45     | 0      | NC          | 26    | 1:42,844         |
| –    | Riccardo Patrese   | Brabham-BMW            | 43     | 0      | DNF         | 08    | 1:30,629         |
| –    | Michele Alboreto   | Ferrari                | 42     | 0      | DNF         | 06    | 1:30,148         |
| –    | Andrea de Cesaris  | Brabham-BMW            | 35     | 0      | DNF         | 10    | 1:31,960         |
| –    | Derek Warwick      | Arrows-Megatron        | 35     | 0      | DNF         | 11    | 1:31,783         |
| –    | Eddie Cheever      | Arrows-Megatron        | 31     | 0      | DNF         | 12    | 1:31,814         |
| –    | Gerhard Berger     | Ferrari                | 5      | 0      | DNF         | 03    | 1:30,343         |
| –    | Adrián Campos      | Minardi-Motori Moderni | 3      | 0      | DNF         | 19    | 1:37,854         |
| –    | Alessandro Nannini | Minardi-Motori Moderni | 1      | 0      | DNF         | 15    | 2:06,843         |
| –    | Philippe Streiff   | Tyrrell-Ford           | 0      | 0      | DNF         | 25    | –                |
| DSQ  | Martin Brundle     | Zakspeed               | 48     | 0      | + 4 Runden  | 17    | 1:35,615         |
| DNS  | Alex Caffi         | Osella-Alfa Romeo      | –      | –      | –           | 21    | –                |

## WM-Stände nach dem Rennen
Die ersten sechs des Rennens bekamen 9, 6, 4, 3, 2 bzw. 1 Punkt(e).  In der Fahrerwertung wurden die besten elf Resultate, in der Konstrukteurswertung alle Resultate gewertet.

### Fahrerwertung
| Pos. | Fahrer            | Konstrukteur        | Punkte |
| ---- | ----------------- | ------------------- | ------ |
| 01   | Nelson Piquet     | Williams-Honda      | 54     |
| 02   | Ayrton Senna      | Lotus-Honda         | 43     |
| 03   | Nigel Mansell     | Williams-Honda      | 39     |
| 04   | Alain Prost       | McLaren-TAG-Porsche | 31     |
| 05   | Stefan Johansson  | McLaren-TAG-Porsche | 19     |
| 06   | Gerhard Berger    | Ferrari             | 9      |
| 07   | Michele Alboreto  | Ferrari             | 8      |
| 08   | Thierry Boutsen   | Benetton-Ford       | 8      |
| 09   | Teo Fabi          | Benetton-Ford       | 7      |
| 10   | Satoru Nakajima   | Lotus-Honda         | 6      |
| 11   | Eddie Cheever     | Arrows-Megatron     | 4      |
| 12   | Andrea de Cesaris | Brabham-BMW         | 4      |
| 13   | Jonathan Palmer   | Tyrrell-Ford        | 4      |
| 14   | Philippe Streiff  | Tyrrell-Ford        | 4      |

| Pos. | Fahrer             | Konstrukteur           | Punkte |
| ---- | ------------------ | ---------------------- | ------ |
| 15   | Derek Warwick      | Arrows-Megatron        | 3      |
| 16   | Riccardo Patrese   | Brabham-BMW            | 2      |
| 17   | Martin Brundle     | Zakspeed               | 2      |
| 18   | René Arnoux        | Ligier-Megatron        | 1      |
| 19   | Philippe Alliot    | Lola-Ford              | 1      |
| 20   | Ivan Capelli       | March-Ford             | 1      |
| 21   | Christian Danner   | Zakspeed               | 0      |
| 22   | Piercarlo Ghinzani | Ligier-Megatron        | 0      |
| 23   | Pascal Fabre       | AGS-Ford               | 0      |
| 24   | Alessandro Nannini | Minardi-Motori Moderni | 0      |
| 25   | Alex Caffi         | Osella-Alfa Romeo      | 0      |
| –    | Adrián Campos      | Minardi-Motori Moderni | 0      |
| –    | Gabriele Tarquini  | Osella-Alfa Romeo      | 0      |

### Konstrukteurswertung
| Pos. | Konstrukteur        | Punkte |
| ---- | ------------------- | ------ |
| 01   | Williams-Honda      | 93     |
| 02   | McLaren-TAG-Porsche | 50     |
| 03   | Lotus-Honda         | 49     |
| 04   | Ferrari             | 17     |
| 05   | Benetton-Ford       | 15     |
| 06   | Tyrrell-Ford        | 8      |
| 07   | Arrows-Megatron     | 7      |
| 08   | Brabham-BMW         | 6      |

| Pos. | Konstrukteur           | Punkte |
| ---- | ---------------------- | ------ |
| 09   | Zakspeed               | 2      |
| 10   | Ligier-Megatron        | 1      |
| 11   | Lola-Ford              | 1      |
| 12   | March-Ford             | 1      |
| 13   | AGS-Ford               | 0      |
| 14   | Minardi-Motori Moderni | 0      |
| 15   | Osella-Alfa Romeo      | 0      |